# Samsung SM3
De Samsung SM3 is een door Renault Samsung Motors gebouwde auto, op basis van de Nissan Sunny. De auto wordt ook verkocht als Nissan Almera en Nissan Almera Classic, respectievelijk in Centraal/Zuid-Amerika en Oekraïne/Rusland. De Samsung SM3 is een middenklasse sedan.

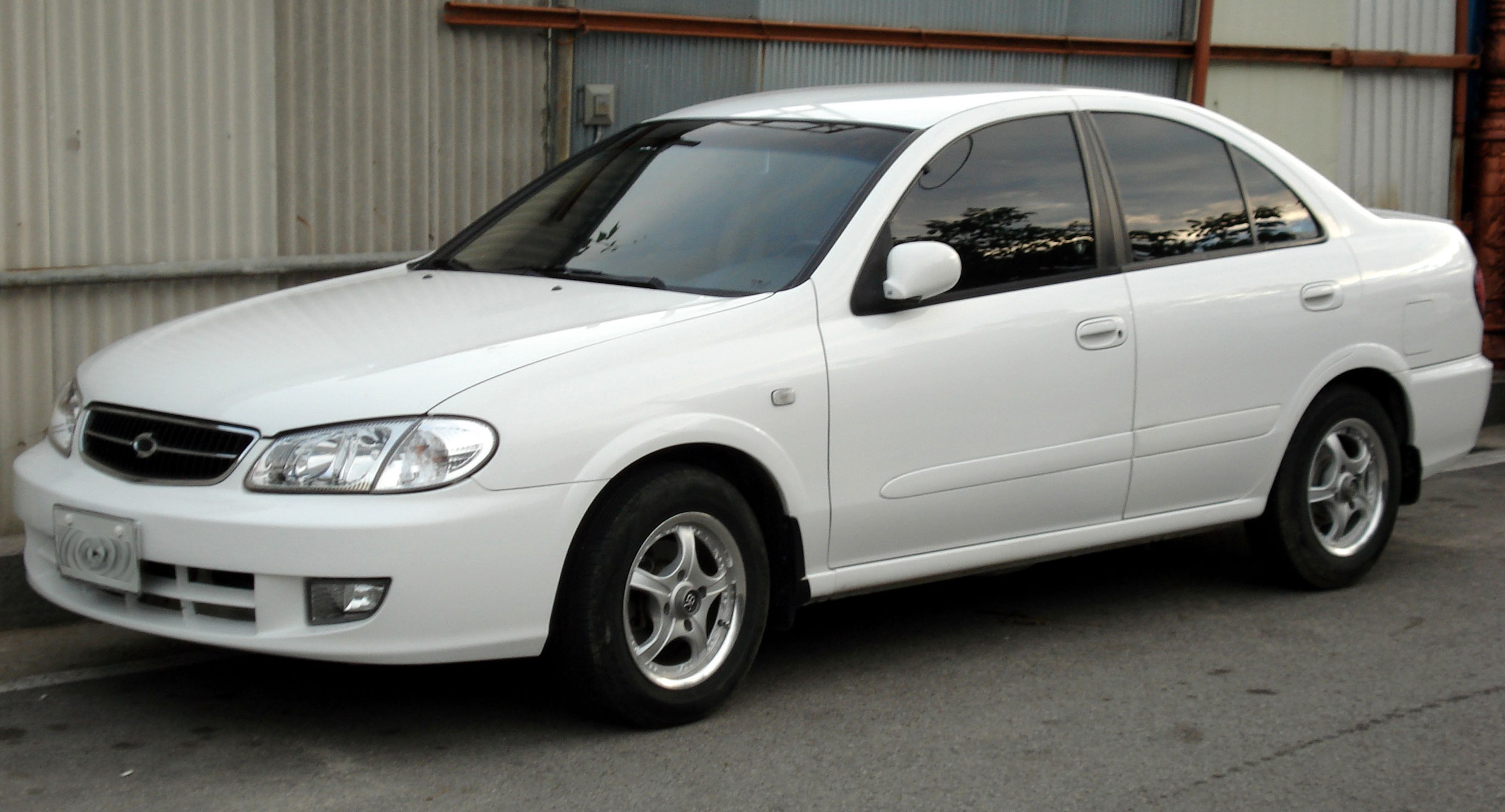
SM3
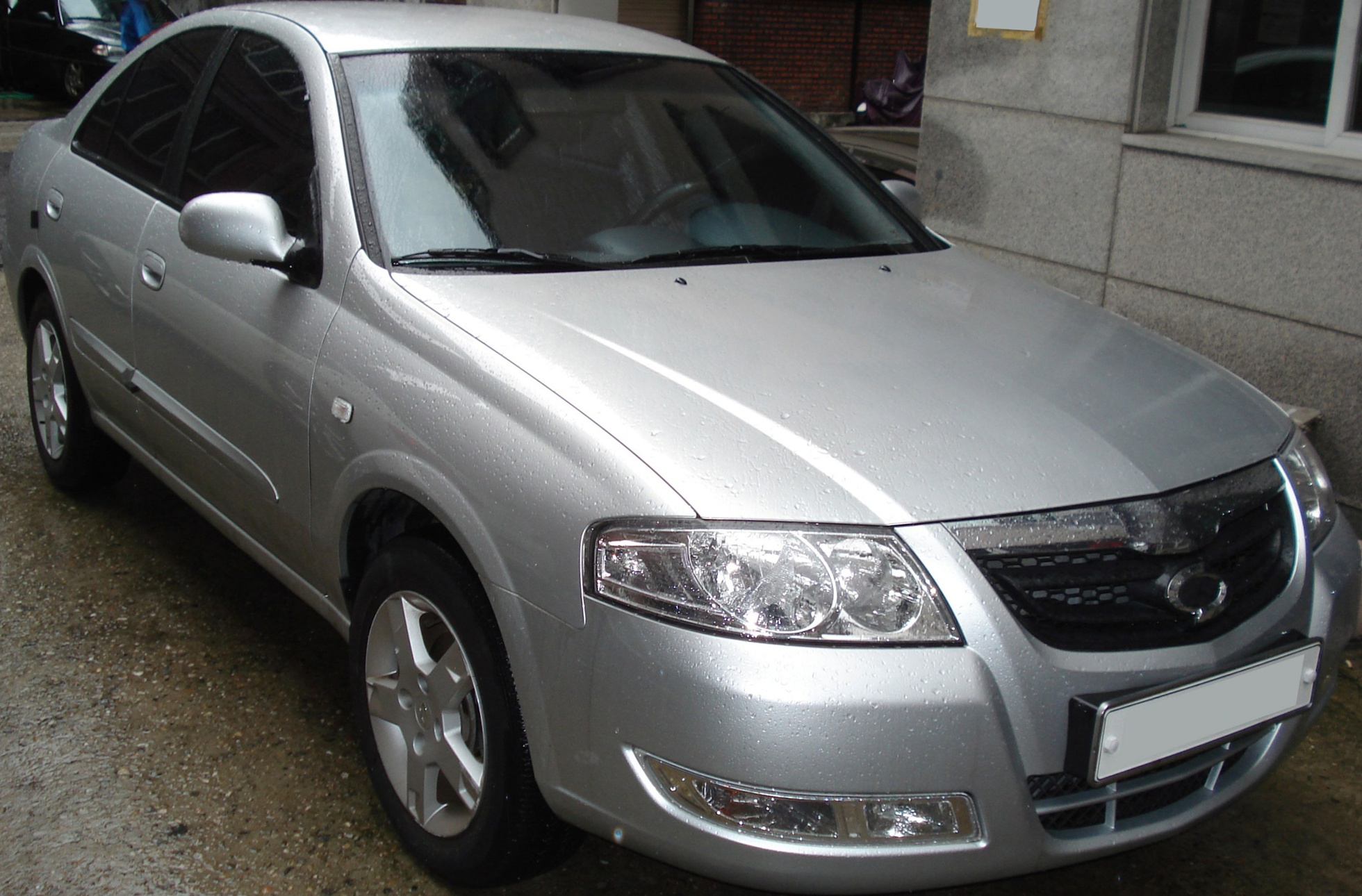
SM3 CE
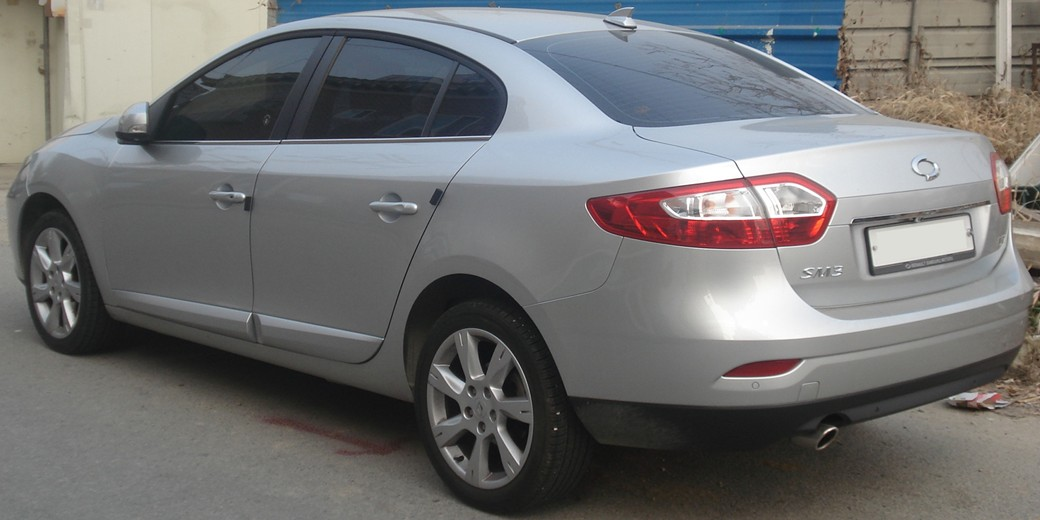
Nieuwe SM3